# Gordonstoun
La Gordonstoun School es una escuela de modalidad internado situada en Escocia, al noroeste de Elgin. 
Fue fundada en 1934 por el alemán Kurt Hahn. Actualmente asisten más de 500 alumnos entre las edades de 6 y 18. Emplea el proceso de admisión normal utilizado por otras escuelas independientes en Gran Bretaña. Varias personalidades destacadas han asistido a la escuela, siendo la institución elegida por tres generaciones de la Familia Real Británica, incluyendo al rey Carlos III y los príncipes Felipe, Andrés y Eduardo, así como Peter Phillips y Zara Tindall, y el músico italiano finalmente afincado en Argentina, Luca Prodan.
Forma parte de un grupo internacional de más de 80 escuelas alrededor del mundo. Se estima que acerca del 30% de los alumnos que asisten a Gordonstoun provienen del extranjero.